# Державний лісовий кадастр
Державний лісовий кадастр — кадастр, який містить відомості про екологічні, економічні та інші кількісні і якісні характеристики лісового фонду.
Дані державного лісового кадастру використовуються при державному управлінні лісовим господарством, організації його ведення, переведенні лісових земель в нелісові землі в цілях, не пов'язаних з веденням лісового господарства і користуванням лісовим фондом, і при переведенні земель лісового фонду в землі інших категорій, визначенні розмірів платежів за користування лісовим фондом, оцінці господарської діяльності лісокористувачів і осіб, що здійснюють ведення лісового господарства.